# Valaská Dubová
Valaská Dubová (hongrois : Oláhdubova) est un village de Slovaquie situé dans la région de Žilina.

## Histoire
La première mention écrite du village date de 1322.

## Démographie

### Évolution de la population
| Année:               | 1994. | 2004.   | 2014.   | 2024.   |
| -------------------- | ----- | ------- | ------- | ------- |
| Nombre de personnes: | 775   | 773     | 788     | 775     |
| Différence:          |       | -0,25 % | +1,94 % | -1,64 % |

| Année:               | 2023. | 2024.   |
| -------------------- | ----- | ------- |
| Nombre de personnes: | 781   | 775     |
| Différence:          |       | -0,76 % |